# Omar Arellano
Omar Arellano Riverón,ou simplesmente Omar Arellano ou Arellano é um futebolista mexicano.Joga na posição de atacante e atualmente defende as cores do Chivas Guadalajara,usando a camisa número 9. Suas principais características são a rapidez e habilidade com a bola, e a facilidade para marcar gols.La pina é filho do ex-jogador de futebol Omar Arellano Nuno,ídolo do Chivas na década de 1980 e hoje treinador adjunto.

## Início da carreira
Arellano começou nas categorias de base do próprio Guadalajara,de onde foi negociado ao Pachuca,time que o revelou em 2004,com apenas 18 anos de idade. No início atuava como meia-avançado, mas acabou se deslocando para o ataque ainda antes de se profissionalizar.Fez parte do elenco campeão da Copa Sul-americana no segundo semestre de 2006,embora não tenha atuado muito. Destacou-se com suas boas atuações,embora ainda muito inexperiente já despertava a atenção de outros clubes por sua rapidez e habilidade com a bola,apesar de pecar na finalização.

## Chivas Guadalajara
Em 2007 chegou ao Chivas contratado por empréstimo,com opção de compra. Ainda era reserva quando começou a se destacar marcando gols e mostrando um futebol ousado e explosivo,que conquistou a torcida "rayada".Conquistou de vez seu espaço marcando no clássico com o América os dois gols da vitória por 2 a 1, e arrancando elogios até do goleiro rival Memo Ochoa.
Em 2008 chegou a ser sondado pelo Manchester United da Inglaterra, mas permaneceu na equipe de Jalisco,ganhou mais experiência e maturidade.Uma lesão sofrida entre 2007 e 2008 tirou o jogador do início do Torneo Clausura mas após estar recuperado,Arellano ganhou a titularidade e passou à vestir a camisa de número 9,sendo um dos artilheiros da equipe no Torneo Apertura,no segundo semestre. No Brasil,Arellano ficou conhecido depois de enfrentar o Atlético Paranaense pela Copa Sul-americana, e marcar um antológico gol de cobertura no segundo jogo,disputado em Curitiba. Enfrentou também o Internacional de Porto Alegre na fase seguinte, mas o Chivas acabou eliminado perdendo os dois jogos. As boas atuações de "La Pina" renderam ao jovem jogador espaço na seleção mexicana de futebol,onde disputou dois amistosos e marcou um gol em 2008,sendo convocado para a disputa da Copa Ouro.

## Lesões e retorno à seleção
Mas em outro amistoso no início da pré-temporada para 2009,ainda em Dezembro,Omar sofreu mais uma lesão,no pé esquerdo, e teve de ficar mais 3 meses parado.Isso retirou o jogador da Copa Ouro, e do início do Torneo Clausura 2009.Sendo essa a terceira lesão grave da sua carreira, o jogador começou a ter o seu preparo físico questionado pela imprensa mexicana,que afirma que Arellano tem pouca resistência corporal.Retornou aos trabalhos em Abril,sob desconfiança.Mas voltando aos gramados não deixou o ritmo cair e seguiu marcando gols e ampliando seu potêncial de artilheiro,agora tendo menos problemas com as finalizações. Deu também várias assistências à gol, e voltou a ser chamado à seleção do México. No amistoso contra a Venezuela,Arellano entrou no segundo tempo vestindo a camisa 10, e marcou o quarto gol da equipe,no jogo que terminou 4 a 0 para o México.Hoje em dia,Omar Arellano é cotado para disputar a Copa do Mundo de 2010 na África do Sul, já sendo considerado por muitos no México e fora dele como um craque, e futuro titular da seleção mexicana.